# Johann Peter Heuschkel
Johann Peter Heuschkel (* 4. Januar 1773 in Harras  bei Hildburghausen; † 5. Dezember 1853 in Biebrich) war ein deutscher Oboist, Organist und Komponist, sowie Kapellmeister in Hildburghausen.
Er kam 1787 nach Hildburghausen, um dort vom Organisten (Johann Paul) Hummel in Generalbass unterrichtet zu werden. 
Auf Hummels Empfehlung erhielt er 1792 eine Stelle als Organist und Kapellmeister. Dort brachte er 1808 auch ein Choralbuch unter seinem Namen heraus. 1794 wurde er erster Oboist und Musiklehrer der herzoglichen Kinder. 1795 wurde er auch Gesangslehrer am Hildburghäuser Lehrerseminar.
1796 hatte er einen später berühmten Klavierschüler: Carl Maria von Weber. Er war ein strenger Lehrer: Carls Vater Anton von Weber urteilte über ihn: … Strenge, die dem Knaben diese Art zu studieren unglaublich geistlos und wenig amüsant vorkam, manche Thräne kostete. Auch Friedrich Dotzauer war ein Schüler von Heuschkel.
1818 kam er nach Wiesbaden-Biebrich und wurde dort Kammermusiker und Hofmusiklehrer im Dienst des Herzogs Wilhelm von Nassau (1792–1839). 
Das Herzogtum Nassau war 1806 gegründet worden; Herzog Wilhelm residierten 1817 bis zu seinem Tod 1839 im Schloss Biebrich am Rhein. Heuschkel wirkte dort bis ins hohe Alter.

## Familie
Er heiratete am 18. Mai 1807 Christiane Margarethe Bartenstein (* 5. Oktober 1783 in Königsberg in Sachsen-Hildburghausen; † 18. Juni 1844 in Biebrich). 
Das Ehepaar hatte zwei Töchter: 
- Marie (1808–1889, blieb ledig)[3]
- Maria Laura (1810–1887), Mutter des Philosophen Wilhelm Dilthey (1833–1911)